# 마르수피오모나스목
마르수피오모나스목(Marsupiomonadales)은 알파 분류학에서, 녹조식물문 페디노모나스강에 속하는 조류 목의 하나이다. 현재 2과 2속 2종으로 이루어져 있다.

## 하위 분류
- 마르수피오모나스과 (Marsupiomonadaceae)
  - 마르수피오모나스속 (Marsupiomonas) - 단일종 마르수피오모나스 펠리쿨라타 (Marsupiomonas pelliculata)
- 레술토모나스과 (Resultomonadaceae)
  - 레술토모나스속 (Resultomonas) - 단일종 레술토모나스 모에스트룹피 (Resultomonas moestrupii)